# Biswanath Chariali
Biswanath Chariali là một thị xã và là nơi đặt ủy ban khu vực thị xã (town area committee) của quận Sonitpur thuộc bang Assam, Ấn Độ.

## Nhân khẩu
Theo điều tra dân số năm 2001 của Ấn Độ, Biswanath Chariali có dân số 16.830 người. Phái nam chiếm 53% tổng số dân và phái nữ chiếm 47%. Biswanath Chariali có tỷ lệ 80% biết đọc biết viết, cao hơn tỷ lệ trung bình toàn quốc là 59,5%: tỷ lệ cho phái nam là 85%, và tỷ lệ cho phái nữ là 75%. Tại Biswanath Chariali, 9% dân số nhỏ hơn 6 tuổi.